# Фібі Галлівел
Фібі Галлівел (англ. Phoebe Halliwell) — персонаж серіалу «Усі жінки — відьми», одна з головних героїнь протягом усіх сезонів серіалу. Роль Фібі Галлівел виконала акторка Алісса Мілано. Упродовж перших 3-х сезонів Фібі була наймолодшою з трьох сестер. Проте, після смерті старшої — Прю Галлівел  (Шеннен Догерті) та з появою раніше невідомої сестри Пейдж Меттьюс, до Фібі переходить роль середньої сестри. Тепер вже їй доводиться мирити сестер — старшу Пайпер і молодшу Пейдж. Стосунки Фібі з чоловіками здебільшого невдалі, проте вона одружувалась тричі: Коул Тернер (2002—2003), Декс Лоусон (Dex Lawson — 2005) і Куп (з 2006).

## Передісторія героїні
Фібі Галлівел народилася 1 листопада 1975 року в сімейному будинку в Сан-Франциско (Каліфорнія). За знаком зодіаку вона, як і її старша сестра Прю, Скорпіон. Батьками Фібі були відьма Патріція Галлівел і смертний Віктор Беннет. У Фібі є дві старші сестри — Прю і Пайпер Галлівелл, і молодша сестра по материнській лінії — Пейдж Галлівелл. Фібі назвали на честь улюбленої тітки її матері.
Від народження Фібі володіла могутньою силою передбачення. Проте її бабуся, Пенелопа Галлівел, обмежила силу онучок, щоб не дати чаклунові Ніколасу вбити сестер і забрати їхні сили.
Батько Фібі і бабуся з боку матері сперечалися щодо того, що Віктор був звичайною людиною і тому не міг захистити власних дітей від сил зла. Після трагічної загибелі матері сестер (убита водним демоном 28 лютого 1978 року) їх вихованням зайнялася бабуся Пенелопа. На відміну від своїх сестер, Фібі найчутливіша до зла, оскільки єдина народилася в сімейному будинку Галлівелів.
Після закінчення школи її старші сестри переїхали на Північний Берег Сан-Франциско, де залишалися, поки не захворіла їхня бабуся. Через це їм довелося повернутися. Прю збиралася одружитися з Роджером, який почав проявляти увагу до Фібі, що працювала барменкою, надсилав їй квіти, фліртував. Коли про це дізналася Прю, вона посварилася з Фібі і та, кинувши університет, поїхала до Нью-Йорка. Ще однією причиною для цього вчинку було те, що саме в Нью-Йорку, наскільки вона знала, був її батько Віктор. Приблизно в цей час Пенні зробила портрет онучок. Побачивши, наскільки роз'єднані сестри, Пенні планувала за допомогою зілля назавжди зв'язати їх сили, але померла, перш ніж зробила це.

## Отримання сили
Через півтора року після смерті бабусі Фібі переживала важкі часи і вирішила повернутись до Сан-Франциско та помиритися з сестрами. Прю була не дуже рада її поверненню, тому що вважала саме її винуватицею своїх невдалих заручин. Сила повинна була повернутися до сестер, коли всі три знову будуть разом. Фібі знаходить на горищі Книгу Тіней. Вона промовляє заклинання, написане в книзі, у такий спосіб прикликавши Силу Трьох. Читаючи книгу, Фібі дізнається, що вона і її сестри спадкові відьми, і не просто відьми, а наймогутніші  чародійки.
У другому сезоні, відвідуючи своє минуле життя, вона з'ясовує, що була власною двоюрідною прапрабабусею, П. Рассел, злою відьмою.
Також деякі демони (як Джерело) вважають її найслабшою з сестер, оскільки її сила найменш сильна з чотирьох.

## Життя Чародійки

### Молодша сестра
Прю, Пайпер і Фібі разом називаються Чародійками. Вони – могутні добрі відьми, які рятують невинних. Як молодша сестра, Фібі стала бунтаркою. На відміну від Прю і Пайпер, Фібі хоче використовувати магію для розваги, і перша на власному досвіді виявляє, що використання магії заради особистої вигоди веде до серйозних наслідків. Також вона більше за сестер мріє побачити матір, оскільки та померла, коли Фібі була ще малою. Вона настільки сумує за матір'ю, що намагається змінити історію, попередивши Петті про прийдешню смерть. Спочатку вона не дуже близька з Прю, але отримані сили дуже зближують усіх сестер. Фібі мріє про активну здатність, і на початку третього сезону її мрія здійснюється. На відміну від решти сестер, Фібі — майстриня написання заклинань. Вона винайшла заклинання, що здолало Джерело. Вона також допомогла Провидиці.

### Середня сестра
На похоронах Прю Фібі зустрічає дівчину на ім'я Пейдж, яка виявляється їх молодшою сестрою. Фібі і Коул стають свідками того, як Пейдж ухиляється від атаки демона, і розуміють, що вона наполовину світлоносиця. Її батьком був Сем Вайлдер, світлоносець Петті. Вони залишили дитину на сходинках церкви з проханням в записці, щоб її ім'я починалося на літеру «П». Фібі і Пайпер переконали її приєднатися до них і відновити Чародійок, а потім знищили демона Шакса — вбивцю Прю. Спочатку їй не дуже подобалася ідея стати на місце Пайпер, оскільки та стала на місце Прю, але урешті-решт їй сподобалося те, що поряд з нею є хтось молодший.

### Втрата активних здібностей
Пізніше Чародійки зустрічаються з демоном Барбасом. Він вигадує план, як позбавити їх здібностей, але змагатися з сестрами дуже складно. Він звинувачує Фібі, яка якраз використовувала зілля, щоб збільшити свої здібності до передбачення; це, на думку Пейдж, може привести до того, що інспекторка Шерідан виявить їх секрет. Трибунал скасовує своє рішення убити помічника сестер Дерріла Моріса, але вони вирішують, що Фібі повинна заплатити за використання магії заради особистої вигоди. Вона втрачає свої здібності передбачення, левітації і емпатії. Це тимчасове покарання, і Фібі зможе отримати свої здібності назад, якщо коректно користуватиметься магією.

### Утопія і відставка
Фібі отримала назад здатність до передбачення, але стало складніше керувати левітацією та емпатією. Разом з сестрами вона брала участь у плані Аватарів перетворити світ на утопію, проте за допомогою свого дару вона зрозуміла, що їх обманюють. Світ повертається до попереднього стану, але демон Занку звільняється зі своєї в'язниці. Він захоплює будинок Галлівелів, щоб отримати владу над Нексусом. Обернувши силу Книги Тіней проти сестер, він дістає можливість використовувати зілля і заклинання, щоб вкрасти їх сили. Він отримує силу Фібі. Сестри знищують Занку і Нексуса. Всі усі вважають, що Чародійки мертві, а вони отримують шанс на нормальне життя.

### Повернення і велика битва
Нове ім'я Фібі — Джулі Беннет, і лише близькі бачать її колишню зовнішність. Проте вони скоро розуміють, що це було помилкою і повертаються до колишнього життя. Фібі починає працювати на минулому місці роботи та зустрічатися з хлопцем на ім'я Декс Лоусон, з яким, згідно її дару, вона одружиться. Проте вона одружується, знаходячись під закляттям своєї підопічної, Біллі Дженкинс. Шлюб анулюється, як тільки стає зрозуміло, що він створений за допомогою магії. Фібі втрачає віру в свій дар, поки у неї не трапляється ще одне передбачення. Вона розмовляє з Фібі старшою на шість років і як і раніше планує народити дівчинку.
Незабаром Фібі переїздить з сімейного будинку у власну квартиру.
Коли Фібі виявляє, що Біллі — Велика Сила, Пайпер намагається знищити її, але Фібі вірить, що Біллі ще можна навернути на стежину добра. Чародійкам доводиться сховатися в підземному світі, оскільки магічне суспільство відвертається від них.
У фінальній серії Фібі одружилася з купідоном Купом і народила трьох дочок, про одну з яких знала заздалегідь завдяки своєму дару. Впродовж серіалу Фібі перетворювалася на чаклуна, Банші, королеву Підземного Світу, русалку, супергероїню, грецьку богиню любові, джінну, духа, мумію, валькирію, магічного звіра, що з'являвся при блакитному місяці (разом з Пайпер і Пейдж), домогосподарку 50-х років, Леді Годіву, і була поміщена в тілі злої чаклунки.

## Сили і здібності
Фібі наділена пасивним даром передбачення. Її дар спрацьовує, коли вона торкається або перебуває у присутності чогось, що стосуватиметься її передбачення. Спочатку ця здатність неконтрольована, але пізніше починає спрацьовувати, якщо Фібі хоче цього або просить про це. Хоча в серіалі її прогнози зображуються чорно-білими, кілька разів згадується, що Фібі бачить їх кольоровими. З часом її передбачення стають яскравішими, вона починає чути і відчувати, що відбувається в побаченій сцені, а також довше утримувати картинку.
Спочатку Фібі бачить тільки майбутнє, але пізніше починає бачити минуле. Згодом Фібі отримує можливість викликати передбачення у будь-кого зі схожими здібностями (наприклад, показує свої бачення Старійшинам), а також починає передбачати події.
Пізніше отримує силу левітації і емпатії.
Спочатку їй не подобалося мати пасивної здатності, і Фібі почала брати уроки самозахисту. Проте згодом вона упевнилася в необхідності свого дару.

## Зовнішність
Зовнішність Фібі зазнала більше змін, ніж будь-який інший персонаж серіалу.
1. Волосся: у свої двадцять років вона має зачіску боб, і часто носить волосся вільно розпущеним. Вона також на короткий час стала блондинкою, а потім її волосся потемніло до піщано-коричневого. Потім Фібі підстригає волосся до помірної довжини і повертає йому темно-коричневий колір. Показано, що її майбутнє має хвилясте волосся довжиною до талії трохи темнішого відтінку.
2. Гардероб: її відчуття моди значно змінюється з часом. Фібі почала носити дуже модний одяг. Вона також віддає перевагу чорним сукням. Деякий час носила багато відкритого одягу, але повернулася до менш відвертого вбрання, полюбивши етнічні малюнки та візерунки.
3. Макіяж: Фібі зазвичай носить природні кольори та іноді демонструє темні відтінки. Іноді вона використовує рожеві кольори, а іноді створює більш драматичний вигляд, ніж раніше. Пізніше вона виглядає набагато природніше зі значно більшою кількістю рум’ян сливового кольору.

## Особисте життя
В особистому житті Фібі не щастило. Вона часто закохувалася до того, як зустріла Коула, який мусив убити сестер, але не зміг цього зробити, бо закохався у Фібі. Попри всі перешкоди, вони одружилися. Щоб бути з Коулом, Фібі стає королевою Підземного Світу. Але після того, як її сестри мало не померли від руки Коула, вона вбиває його, все ще продовжуючи кохати. Після він відроджується та намагається повернути Фібі, але вона більше не вірить йому. І саме Фібі вбиває Коула вдруге. Після цього Фібі не могла більше кохати. У восьмому сезоні вона зустрічає Декса Волсона і бачить, як одружується з ним. Через закляття Біллі вони одружуються. Але усвідомивши це, вони анулювали шлюб. Потім Фібі зустріла своє справжнє кохання — Купідона, посланого допомогти їй знайти кохання. Але вони закохуються, а опісля Фібі дізнається, що Старійшини не просто так послали Купа. Вони розраховували на те, що вони закохаються. Ця новина розвеселила Фібі і Купа, адже шлюби між купідонами і відьмами заборонені. І вони одружилися, нарешті Фібі стала щасливою.

## Професійне життя
1. Нью-Йорк: Під час проживання в Нью-Йорку Фібі працювала на кількох роботах. Вона згадувала, що деякий час працювала барменкою. Пізніше Пайпер розповіла Прю, що Фібі була хостес у Rainbow Room, де познайомилася з Клеєм. Через певний час вона почала працювати в Chelsea Piers, і пізніше знову згадувалося, що вона працювала барменкою на короткий час.
2. Безробіття У 1998 році Фібі повертається до Сан-Франциско абсолютно без грошей, маючи лише одяг, велосипед та парасольку. Вона сподівалася повернутися до маєтку Галлівеллів, який на той момент належав Прю та Пайпер після смерті їхньої бабусі.
3. Готель "Нептун": У день народження Прю Фібі захотіла подарувати їй хороший подарунок, але не мала грошей. Побачивши оголошення в газеті про вакансію готельного екстрасенса, вона короткий час працювала провидицею під псевдонімом "Неймовірна Фібі" в готелі. Вона залишила цю роботу після того, як заробила достатньо грошей на подарунок.
4. SWA Properties: Пізніше Фібі найняли на посаду секретарки в SWA Properties. Її нова бос, яка мала роман із чоловіком, змусила Фібі брехати її чоловікові, якщо той зателефонує чи прийде. Фібі, не бажаючи брехати, звільнилася, щоб зберегти свою самоповагу.
5. Студентка коледжу: Згодом вона вирішила вступити до коледжу. Протягом майже 18 місяців Фібі вивчала психологію та закінчила навчання наприкінці 2001 року. У 2005 році вона повернулася до коледжу, щоб покращити свою колонку порад, хоча подальша доля її навчання невідома.
6. "The Bay Mirror": Після закінчення коледжу зі ступенем бакалавра з психології Фібі отримала стабільну та успішну роботу як авторка колонки порад у газеті. Її колонка називалася "Запитай у Фібі". Фібі здобула популярність завдяки своїм реалістичним та проникливим порадам. Її популярність видно в численних оголошеннях у серіалі з написом: "Запитай у Фібі: Вона знає всі відповіді". Редакторка Еліс називала Фібі "серцем і душею газети".
7. Авторка: Натхненна порадами, отриманими від Джульєтти, Фібі вирішила написати книгу. Її книга під назвою "Знайти любов" стала бестселером за версією The New York Times.

## Смерті
- 1х22 — Убита демоном Родрігесом.
- 2х02 — Спалена в майбутньому на вогнищі через вбивство людини.
- 5х08 — Убита демоном з майбутнього, Баккарой.
- 6х08 — Убита демоном за наказом Пайпер.
- 6х15 — Убита за бажанням демона Джінні.
- 7х07 — Убита Швидкісним демоном
- 7х19 — Убита Чародійками, коли ті знаходились в тілі злої чаклунки Імари.
- 8х21 — Убита Біллі і Крісті під час поєдинку із Чародійками.